# Adolf Schinnerer

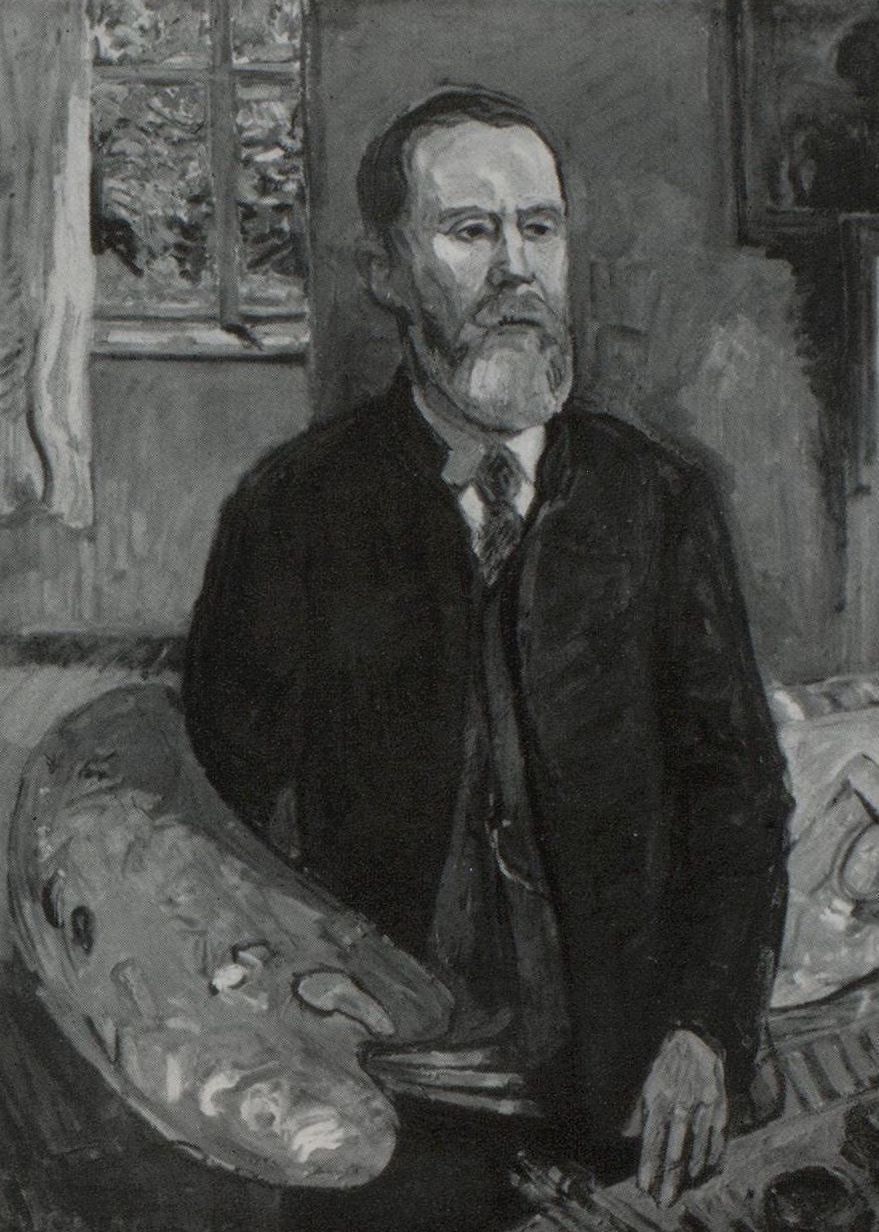
Adolf Schinnerer, Selbstbildnis 1935

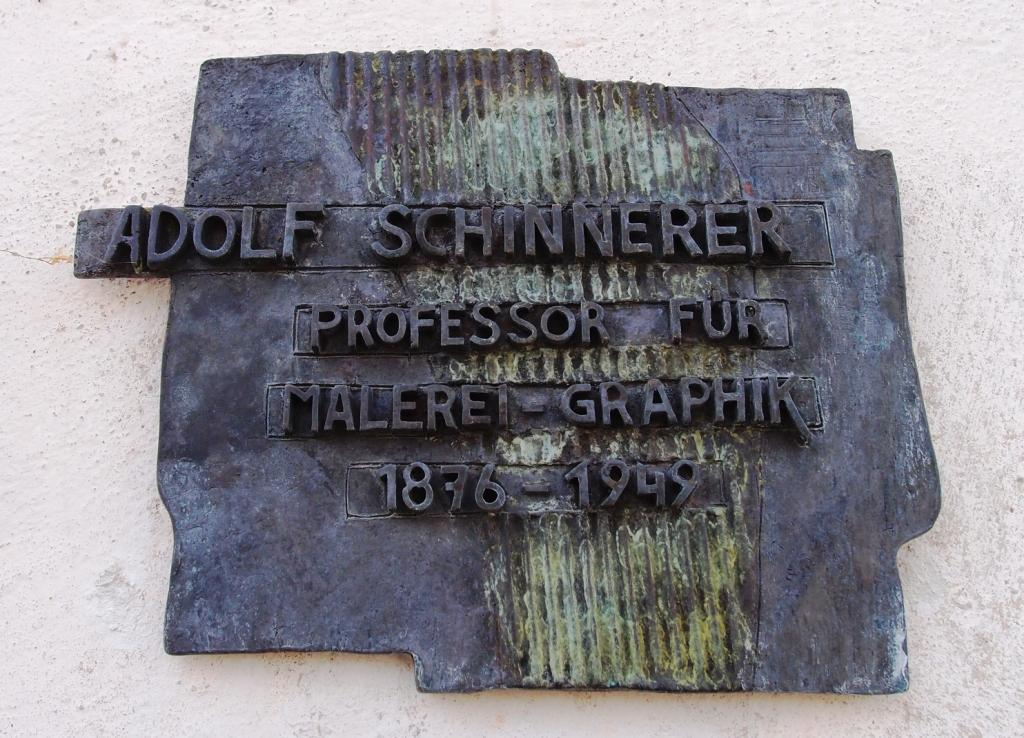
Erinnerung an Adolf Schinnerer, Kirche Ottershausen

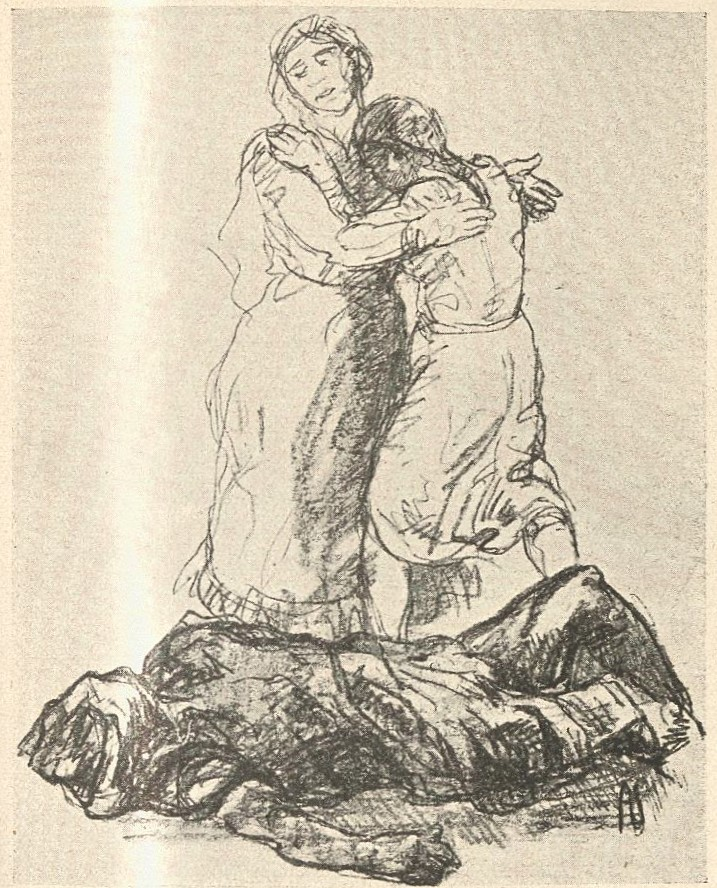
Illustration zu August Strindberg Der Vater (1918)

Adolf Schinnerer (* 25. September 1876 in Schwarzenbach an der Saale; † 30. Januar 1949 in Ottershausen bei Haimhausen in Oberbayern) war ein deutscher Maler, Grafiker, Zeichner und Kunstschriftsteller.

## Leben und Wirken
Adolf Schinnerer, Sohn des 1886 verstorbenen Pastors von Ahornberg, wuchs mit Mutter und Geschwistern, darunter Johannes Schinnerer, von 1887 bis 1900 in Erlangen auf und wohnte 1903 bis 1912 in Tennenlohe bei Erlangen. Er studierte in Karlsruhe an der Kunstakademie und war unter anderem Schüler von Walter Conz, Ludwig Schmid-Reutte (1862–1909) und Wilhelm Trübner. Anschließend studierte er an der Akademie der Bildenden Künste München und betrieb zugleich das Studium der Kunstgeschichte. 1909/1910 wurde er mit dem Villa-Romana-Preis ausgezeichnet, verbunden mit einem einjährigen Aufenthalt in Italien.
Im Ersten Weltkrieg diente er einige Jahre als Infanterist und in Stäben. 1918 erwarb er in Ottershausen in der Künstlerkolonie Haimhausen bei München ein Anwesen, genannt „Schlössl“, das in der Zukunft als Lebensmittelpunkt diente. Zugleich mietete er bis Ende der 1930er Jahre immer Wohnungen in München. 1920 wurde er an die Staatliche Kunstgewerbeschule München berufen.
Ursprünglich ging er vom französischen Impressionismus aus, schuf vor allem Figurenbilder und Landschaften, jedoch beschränkte er später seine Skala auf wenige kräftige Farben. In München, wo er 1913 Mitbegründer der Neuen Sezession war, lehrte er als Professor ab 1924 in der Radier- und Zeichenklasse an der Akademie der Bildenden Künste.
Schinnerer war neben seiner Lehrtätigkeit ein äußerst produktiver Künstler. Er gilt als Meister der Kaltnadel und hat viel illustriert, so z. B. 1921 The Tempest von William Shakespeare. 1922 schrieb er in einem Brief, er habe bereits ca. 700 Platten radiert, ca. 20.000 Radierungen gedruckt und verkauft und etwa 100 Gemälde gemalt. In den folgenden Jahren war er zudem oft mit der Organisation von Ausstellungen beschäftigt und konferierte zu diesem Zwecke mit zahlreichen namhaften Künstlern.
In der Zeit des Nationalsozialismus war Schinnerer Mitglied der Reichskammer der bildenden Künste. Für diese Zeit ist seine Teilnahme an siebzehn Ausstellungen sicher belegt. Frühere Arbeiten entsprachen jedoch nicht dem nazistischen Kunstkanon, und 1937 wurde im Rahmen der deutschlandweiten konzertierten Aktion „Entartete Kunst“ aus mehreren Museen und öffentlichen Sammlungen Grafiken Schinnerers beschlagnahmt.
1945 übt Adolf Schinnerer die kommissarische Leitung und ab 1946 wurde er Präsident der Akademie der Bildenden Künste München, bis er 1947 in den Ruhestand ging. 1946 übernahm er die Neuorganisation der Künstlervereinigung Dachau (KVD), deren ersten Vorsitz er bis 1947 innehatte, und war an der Neugründung des Vereins für Original-Radierung wie auch der „Vereinigung der Freunde der Staatlichen Graphischen Sammlung München beteiligt“.
Adolf Schinnerer war Mitglied im Deutschen Künstlerbund. 1963 ehrte ihn die Münchener Neue Gruppe in der (kollektiven) Gedächtnisausstellung für die verstorbenen Mitglieder im Haus der Kunst, es wurden fünf Zeichnungen und eine Radierung von ihm gezeigt.

### Familie
1904 heiratete er eine Karlsruherin, seine erste Gattin Emma. Von 1907 bis 1913 kamen vier Kinder zur Welt. Seit den 1930ern lebte Schinnerer oft von seiner Familie getrennt. 1934 lernte er auf einem Akademiefest die 20-jährige Anna, eine geborene Winziger (1915–2010), kennen, die er nach dem Tode seiner ersten Frau Emma 1937 bald heiratete, 1941 und 1942 gebar sie zwei Kinder; den Kameramann Albrecht Schinnerer (1941–2011) und Regine Schinnerer.

## Werke

### 1937 als „entartete Kunst“ nachweislich beschlagnahmte Grafiken
- Das Haus zum Silbernagel (Mappe mit 12 Lithografien, 1916; Kunsthütte Chemnitz; vernichtet)
- Visionen (Radierung, 1917; Blatt 4 der Mappe Shakespeare Visionen. Eine Huldigung deutscher Künstler; Städtisches Kunst- und Gewerbemuseum Dortmund und Museum für Kunst und Kunstgewerbe Stettin)
- Gewitter II (Städtische Kunstsammlung Gelsenkirchen; zerstört)
- Drei Streitende (Lithografie, 1919; Städtische Kunstsammlung Gelsenkirchen; zerstört)
- Angler (Radierung, Blatt 8 der 1. Mappe der Düsseldorfer Gesellschaft für zeitgenössische Kunst, um 1919; Kunstsammlungen der Stadt Düsseldorf)
- Reiter und Frauen (Radierung, 1922; Blatt 3 der Mappe „2. Jahresgabe des Kreises graphischer Künstler und Sammler“; Städelsches Kunstinstitut und Städtische Galerie, Frankfurt/Main)[7]

### Weitere Werke; Illustrationen

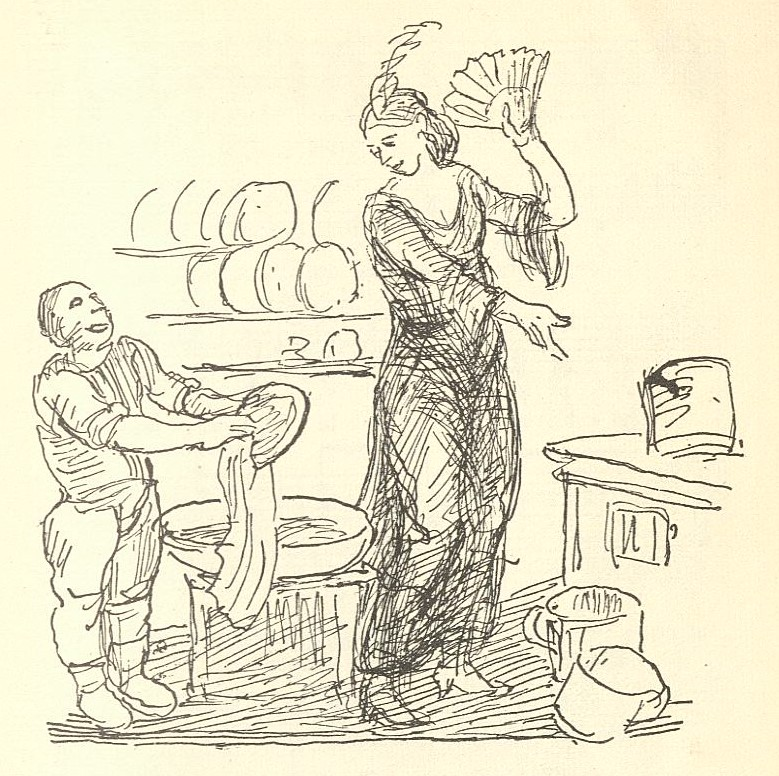
Der kleine Mann, Illustration zum Volkslied (1929)

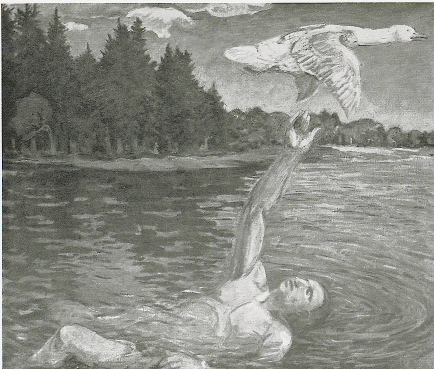
Der Schwimmer (vor 1941)

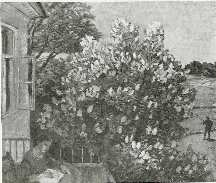
Blühender Flieder (vor 1941)

- Spielereien mit der Schneidenadel. 9 Radierungen. 1905.
- Die Reise des jungen Tobias. 16 Original-Radierungen, 20 Abzüge von den unverstählten Platten. 1906.
- Der Vater. Ein Trauerspiel mit 12 Originallithographien von Adolf Schinnerer, aus dem Schwedischen von E. Schering. 1918.
- Der 18. Psalm. Foliant mit 12 Blättern (davon 2 leer), mit 16 Lithographien (von Adolf Schinnerer) und lithographierten Text. Schröder, München 1921.
- Fr. Petrarca: Sonette. Nach den besten Übertragungen ausgewählt von Fr. Spunda. Mit 12 Steinzeichnungen von A. Schinnerer. Müller, München 1920.
- William Shakespeare: The Tempest. Mit 26 (davon 5 blattgroßen) Radierungen von A. Schinnerer. Schröder, München 1921.
- Steinzeichnung mit einem zeitgemässen Gedicht von Ricarda Huch. 1923.
- Einst wird kommen der Tag … Steinzeichnung. 1923.
- H. Meyers, Jakob Zoumer (Hrsg.): Eifler Volkslieder: mit Bildern und Weisen. Bilder von Adolf Schinnerer. Deutsches Volksliedarchiv. Diesterweg, Frankfurt am Main 1929.
- Glasmalereien in der Friedenskirche von Nürnberg. 1929.
- Waschende. Zeichnung, 20 × 25 cm.
- Badender. Radierung, 13 × 20 cm.
- Die Geheilten. Zeichnung, 19 × 24 cm.
- Figürliche Komposition. Zeichnung, 29 × 36 cm.
- Decken- und Wandgemälde in der Christuskirche Mannheim, ca. 1910.

### Publikationen (Auswahl)
- Zorn als Radierer. In: Deutsche Kunst. Band 51, 1925.
- Aktzeichnungen aus fünf Jahrhunderten. Mit 108 Tafeln. Piper, München 1925 (41 Seiten Text)
- Rembrandt. Zeichnungen. Piper, München 1944 (19 Seiten Text, Bemerkungen zu den 48 Abbildungen)
- (Hrsg.): Michelangelos Weltgericht in 45 Bildern. Einführung von Adolf Schinnerer. Ausstattung: Emil Preetorius. München 1949.

## Schüler (unvollständig)
- Otto Johannes Bähr (1919–2008), Maler, Schüler in der Zeit zwischen 1948 und 1950
- Otto Ditscher (1903–1987), Maler, Schüler in der Zeit von 1922 bis 1925
- Karl Gatermann der Jüngere (1909–1992), Maler, Grafiker, Bühnenbildner
- JoKarl Huber (1902–1996), bildender Künstler (Malerei, Grafik, Glasmalerei)
- Walter Junge (1905–1990), Maler und Kunsterzieher
- Maria Luiko (1904–1941), Malerin und Grafikerin, Schülerin in der Zeit zwischen 1923 und 1928
- Heidy Stangenberg-Merck (1922–2014), Malerin und Grafikerin
- Adolf Thiermann (1899–1993), Maler und Grafiker
- Cäcilie Thiermann-Heise (1907–1986), Malerin und Grafikerin
- Emil Scheibe (1914–2008), Maler und Grafiker
- Christian Modersohn (1916–2009), Maler
- Remigius Netzer (1916–1985), Maler, Übersetzer und Grafiker
- Hans Prähofer (1920–2005), Maler, Bildhauer, Grafiker und Schriftsteller
- Karoline Wittmann (1913–1978), Malerin
- August Friedrich Zintl (1900–1956), Maler und Grafiker